# Torneo Regional del Noroeste 2008
El Torneo Regional del Noroeste 2008 fue la décima edición de la competición regional de rugby del noroeste Argentino. Con clubes de la Unión de Rugby de Tucumán, Jujuy, Salta y Santiago del Estero en 3 categorías.
Lawn Tennis se consagró campeón del regional del noa por primera vez en su historia y cortó una racha de 26 años sin títulos. 

## Forma de disputa
Se jugó una primera fase, dividida en dos zonas a dos ruedas todos contra todos, entre 17 equipos donde los primeros 4 primeros de cada zona clasificaron a la fase final.

## Equipos
| Unión                      | Equipo               | Ciudad                |
| -------------------------- | -------------------- | --------------------- |
| Unión de Rugby de Tucumán  | Cardenales           | San Miguel de Tucumán |
| Unión de Rugby de Tucumán  | Universitario        | San Miguel de Tucumán |
| Unión de Rugby de Tucumán  | Huirapuca            | Concepción            |
| Unión de Rugby de Tucumán  | Jockey Club          | Yerba Buena           |
| Unión de Rugby de Tucumán  | Tarcos               | San Miguel de Tucumán |
| Unión de Rugby de Tucumán  | Natación y Gimnasia  | San Miguel de Tucumán |
| Unión de Rugby de Tucumán  | Lawn Tennis          | San Miguel de Tucumán |
| Unión de Rugby de Tucumán  | Tucumán Rugby        | Yerba Buena           |
| Unión de Rugby de Tucumán  | Bajo Hondo           | San Miguel de Tucumán |
| Unión de Rugby de Tucumán  | Lince                | San Miguel de Tucumán |
| Unión de Rugby de Salta    | Gimnasia y Tiro      | Salta                 |
| Unión de Rugby de Salta    | Jockey Club          | Salta                 |
| Unión de Rugby de Salta    | Tigres               | San Lorenzo           |
| Unión de Rugby de Salta    | Universitario        | Salta                 |
| Unión de Rugby de Salta    | Tiro Federal         | Salta                 |
| Unión Santiagueña de Rugby | Old Lions            | Santiago del Estero   |
| Unión Santiagueña de Rugby | Santiago Lawn Tennis | Santiago del Estero   |

### Distribución geográfica de los equipos
| Jurisdicción                     | Cant. | Equipos |
| -------------------------------- | ----- | --- |
| Provincia de Tucumán             | 10    | Universitario, Lawn Tennis, Los Tarcos,Tucuman Rugby, Huirapuca, Cardenales, Lince, Natación y Gimnasia, Jockey Club y Bajo Hondo |
| Provincia de Salta               | 5     | Jockey Club, Universitario, Gimnasia y Tiro, Tigres y Tiro Federal                                                                |
| Provincia de Santiago del Estero | 2     | Old Lions y Santiago Lawn Tennis                                                                                                  |

## Primera fase

### Zona A
| Pos. | Equipo               | Encuentros | Encuentros | Encuentros | Encuentros | Puntos |
| Pos. | Equipo               | PJ         | PG         | PE         | PP         | Puntos |
| ---- | -------------------- | ---------- | ---------- | ---------- | ---------- | ------ |
| 1.º  | Universitario (T)    | 16         | 12         | 1          | 3          | 63     |
| 2.º  | Lawn Tennis          | 16         | 12         | 0          | 4          | 59     |
| 3.º  | Huirapuca            | 16         | 10         | 2          | 4          | 52     |
| 4.º  | Lince                | 16         | 11         | 0          | 5          | 51     |
| 5.º  | Jockey Club de Salta | 16         | 9          | 1          | 6          | 49     |
| 6.º  | Natación y Gimnasia  | 16         | 6          | 1          | 9          | 31     |
| 7.º  | Santiago Lawn Tennis | 16         | 6          | 0          | 10         | 27     |
| 8.º  | Bajo Hondo           | 16         | 2          | 0          | 14         | 12     |
| 9.º  | Tiro Federal         | 16         | 1          | 1          | 14         | 11     |

|  | Clasificados a la fase final |

### Zona B
| Pos. | Equipo            | Encuentros | Encuentros | Encuentros | Encuentros | Puntos |
| Pos. | Equipo            | PJ         | PG         | PE         | PP         | Puntos |
| ---- | ----------------- | ---------- | ---------- | ---------- | ---------- | ------ |
| 1.º  | Universitario (S) | 14         | 12         | 0          | 2          | 61     |
| 2.º  | Cardenales        | 14         | 11         | 0          | 3          | 49     |
| 3.º  | Tarcos            | 14         | 9          | 0          | 5          | 49     |
| 4.º  | Jockey Club (T)   | 14         | 8          | 0          | 6          | 42     |
| 5.º  | Tucumán Rugby     | 14         | 7          | 0          | 7          | 36     |
| 6.º  | Gimnasia y Tiro   | 14         | 5          | 0          | 9          | 26     |
| 7.º  | Old Lions         | 14         | 2          | 0          | 12         | 11     |
| 8.º  | Tigres            | 14         | 2          | 0          | 12         | 10     |

|  | Clasificados a la fase final |

## Fase Final
|  | Cuartos de final | Cuartos de final  | Cuartos de final  |  |  | Semifinal | Semifinal   | Semifinal |  |  | Final | Final | Final |  |
|  |                  |                   |                   |  |  |           |             |           |  |  |       |       |       |  |
|  |                  |                   |                   |  |  |           |             |           |  |  |       |       |       |  |
|  | 1                | Lince             |                   |  |  |           |             |           |  |  |       |       |       |  |
|  | 1                | Lince             |                   |  |  |           |             |           |  |  |       |       |       |  |
|  | 8                | Universitario (S) |                   |  |  |           |             |           |  |  |       |       |       |  |
|  | 8                | Universitario (S) | Universitario (S) |  |  |           |             |           |  |  |       |       |       |  |
|  |                  |                   |                   |  |  |           |             |           |  |  |       |       |       |  |
|  |                  |                   | Lawn Tennis       |  |  |           |             |           |  |  |       |       |       |  |
|  | 5                | Los Tarcos        |                   |  |  |           |             |           |  |  |       |       |       |  |
|  | 5                | Los Tarcos        |                   |  |  |           |             |           |  |  |       |       |       |  |
|  | 4                | Lawn Tennis       |                   |  |  |           |             |           |  |  |       |       |       |  |
|  | 4                | Lawn Tennis       |                   |  |  |           | Lawn Tennis |           |  |  |       |       |       |  |
|  |                  |                   |                   |  |  |           |             |           |  |  |       |       |       |  |
|  |                  |                   | Universitario (T) |  |  |           |             |           |  |  |       |       |       |  |
|  | 3                | Jockey Club (T)   |                   |  |  |           |             |           |  |  |       |       |       |  |
|  | 3                | Jockey Club (T)   |                   |  |  |           |             |           |  |  |       |       |       |  |
|  | 6                | Universitario (T) |                   |  |  |           |             |           |  |  |       |       |       |  |
|  | 6                | Universitario (T) | Universitario (T) |  |  |           |             |           |  |  |       |       |       |  |
|  |                  |                   |                   |  |  |           |             |           |  |  |       |       |       |  |
|  |                  |                   | Huirapuca         |  |  |           |             |           |  |  |       |       |       |  |
|  | 7                | Huirapuca         |                   |  |  |           |             |           |  |  |       |       |       |  |
|  | 7                | Huirapuca         |                   |  |  |           |             |           |  |  |       |       |       |  |
|  | 2                | Cardenales        |                   |  |  |           |             |           |  |  |       |       |       |  |
|  | 2                | Cardenales        |                   |  |  |           |             |           |  |  |       |       |       |  |
|  |                  |                   |                   |  |  |           |             |           |  |  |       |       |       |  |

| Campeón Lawn Tennis |
|                     |